# 브로치

브로치

브로치(Brooch)는 의복에 장착하도록 만들어진 보석 장신구이다. 고대의 브로치를 피불라라고 부른다.

## 같이 보기
- 중세 미술
- 주얼리
- 배지 (장신구)